# Monument des travailleurs municipaux
Le monument des travailleurs municipaux est un monument aux morts élevé par la Ville de Paris et situé au cimetière du Père-Lachaise. Il rend hommage aux agents municipaux de la Ville de Paris victimes du devoir.

## Historique
Le 4 mai 1883 est inauguré, au cimetière du Montparnasse, le monument élevé à la mémoire des sapeurs-pompiers de Paris, morts au feu. Trois ans plus tard, le 8 juillet 1886, un monument élevé à la mémoire des agents de police à Paris morts victimes de leur dévouement est élevé dans le même cimetière.
En 1892, le Conseil municipal adopte une délibération pour la construction d'un monument destiné aux ouvriers municipaux décédés dans leur service. Cette proposition faisait suite à la pétition de Louis-Auguste Vorbe au nom de la Chambre syndicale des ouvriers égoutiers de la Ville, relayée par Adolphe Patenne au nom de la Commission du travail du Conseil municipal. Le projet initial consistait à ériger le monument au cimetière du Montparnasse, aux côtés des monuments analogue à ceux déjà édifiés pour la sépulture des sapeurs-pompiers et des gardiens de la paix,,,. Ce premier projet est abandonné, jugé de proportion trop restreinte et ne répondant pas à l'ambition artistique du Conseil municipal.
En 1895, le Conseil municipal décide d'ériger, cette fois-ci au cimetière du Père-Lachaise, au lieu dit le « Carrefour Michelet » (dorénavant appelé « rond-point des travailleurs municipaux »), un monument aux travailleurs municipaux, victimes de leur devoir. La Ville poursuit un double objectif : témoigner d'un esprit philanthropique et républicain mais aussi contribuer à l'aménagement de ce rond-point magnifiquement situé entre la chapelle de Salvage de Faverolles (1785-1854), la chapelle de Charles de Morny (1811-1865), la sépulture de Pierre-Frédéric Dorian (1814-1873), la sépulture de l'historien Jules Michelet (1798-1874) et à proximité des monuments aux combattants de la guerre de 1870 (Siège de Paris et Bataille de Buzenval). La Ville cherche également à faciliter la vente des terrains restant à concéder dans cette partie du cimetière.

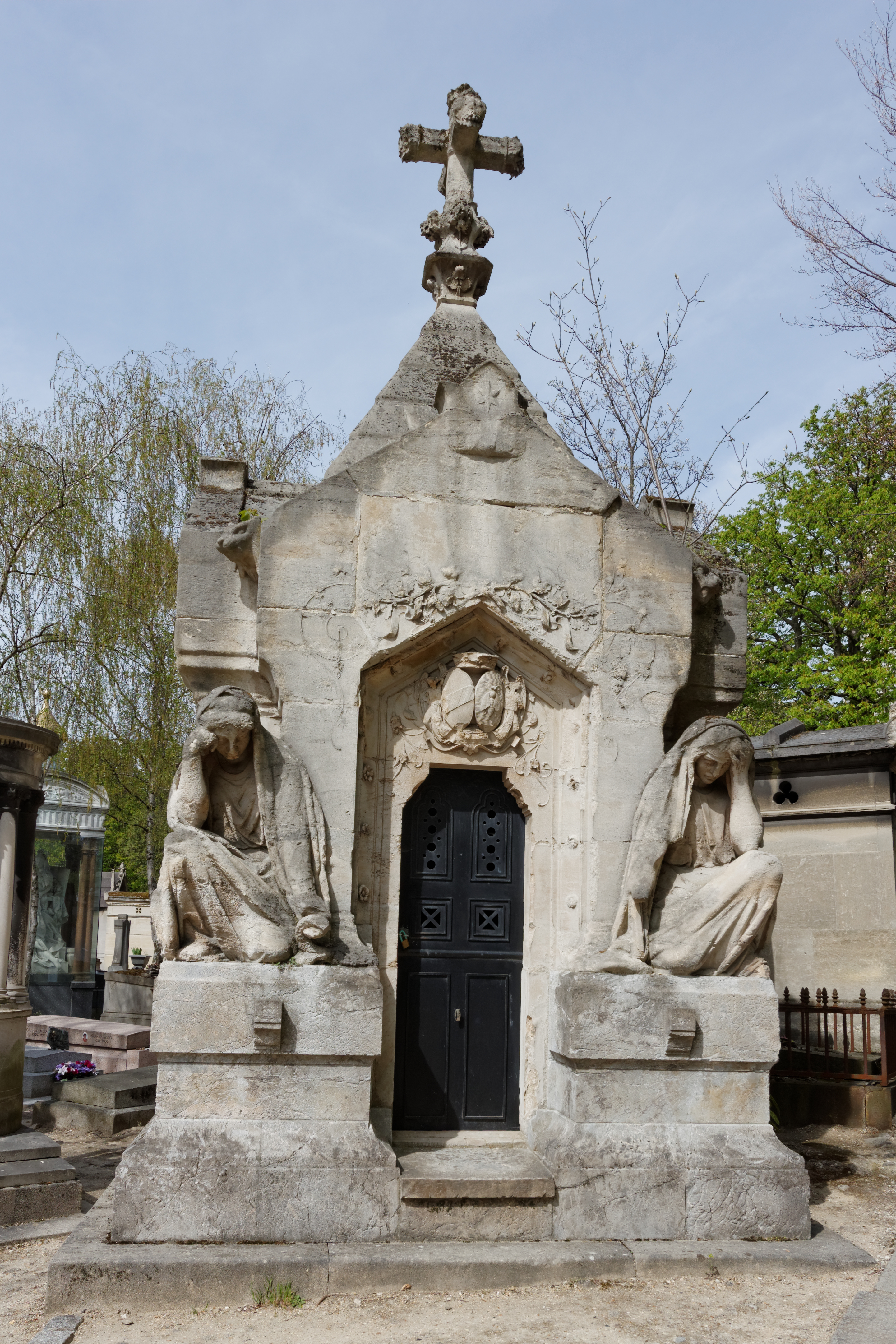
Salvage de Faverolles
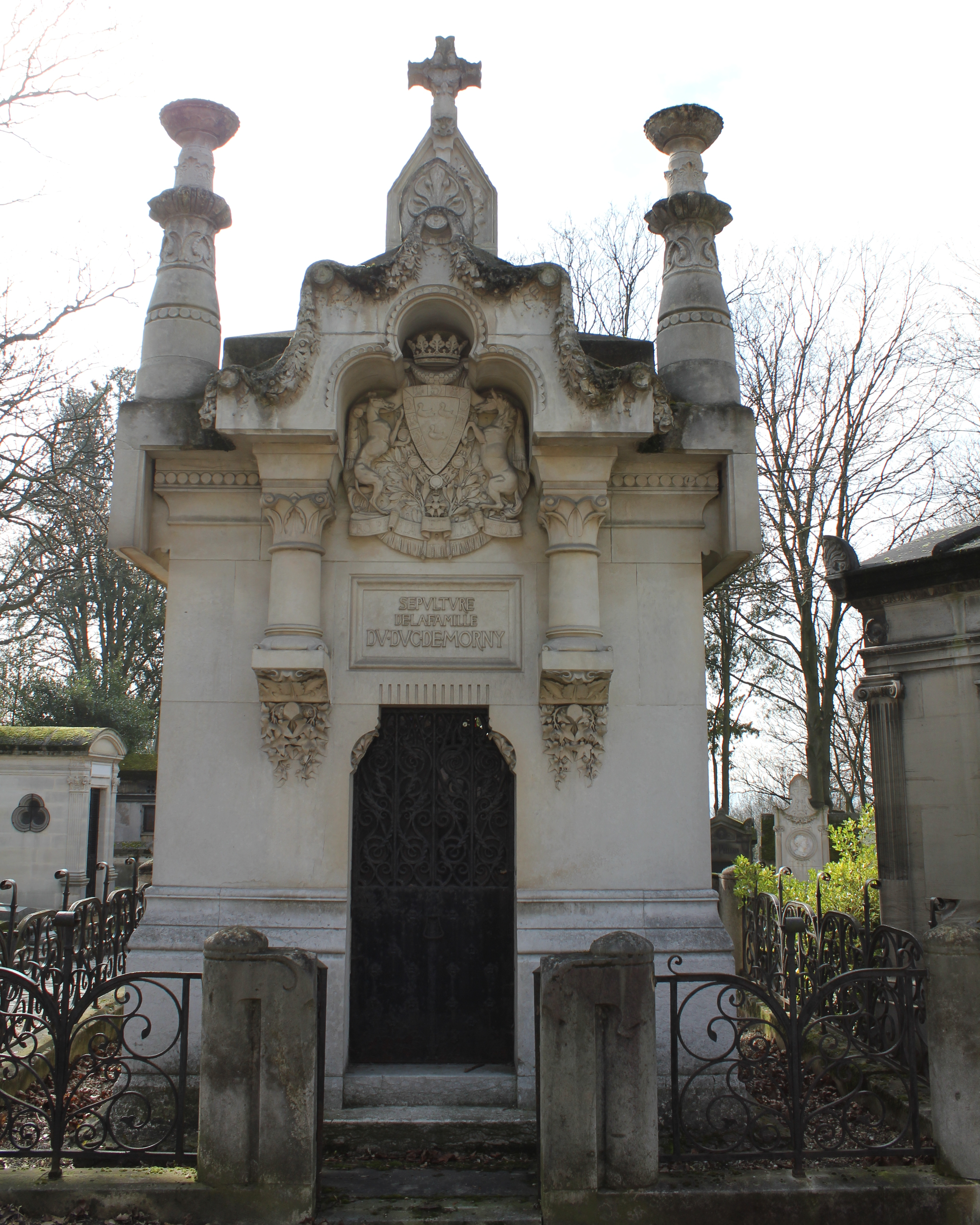
Charles de Morny
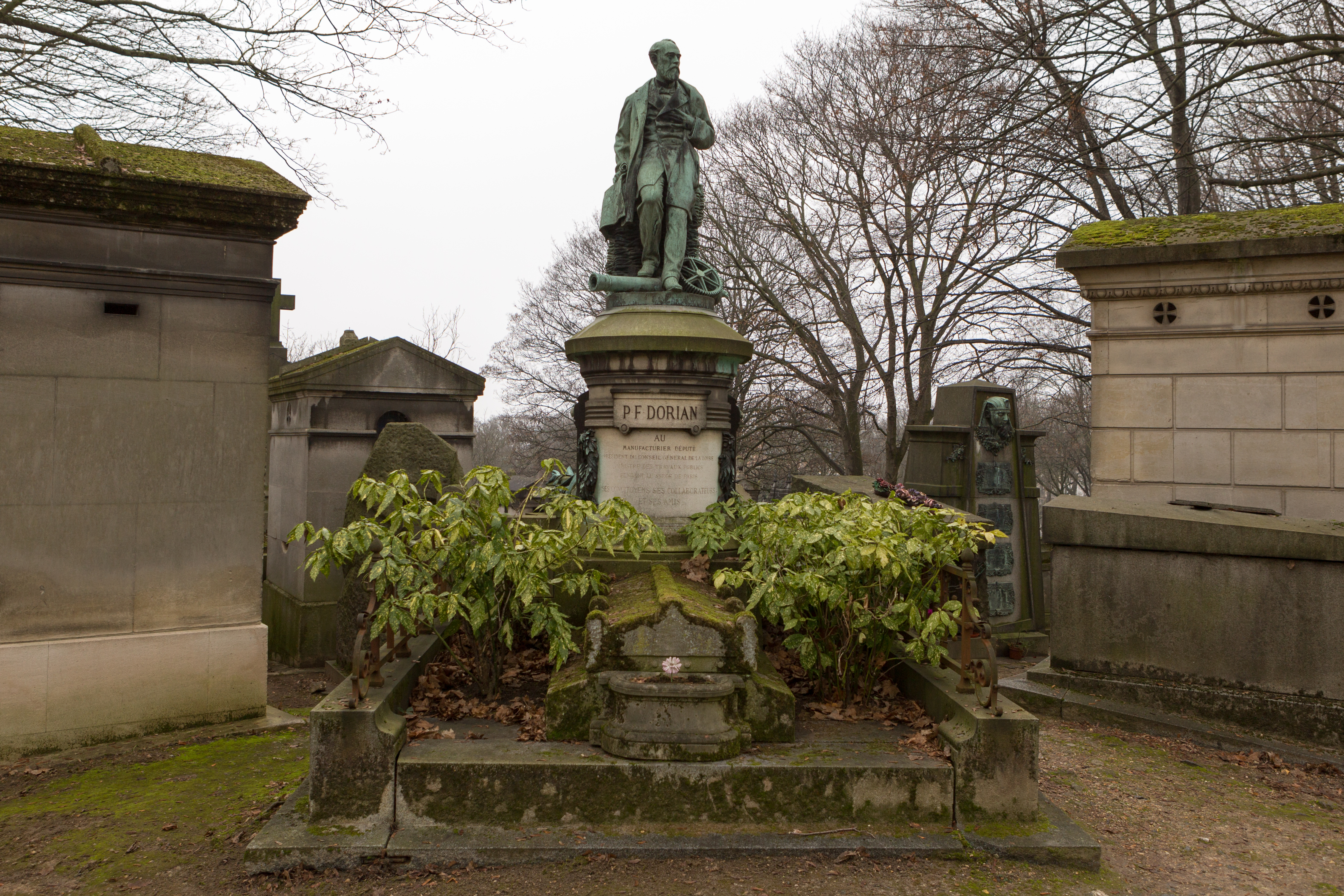
Pierre-Frédéric Dorian
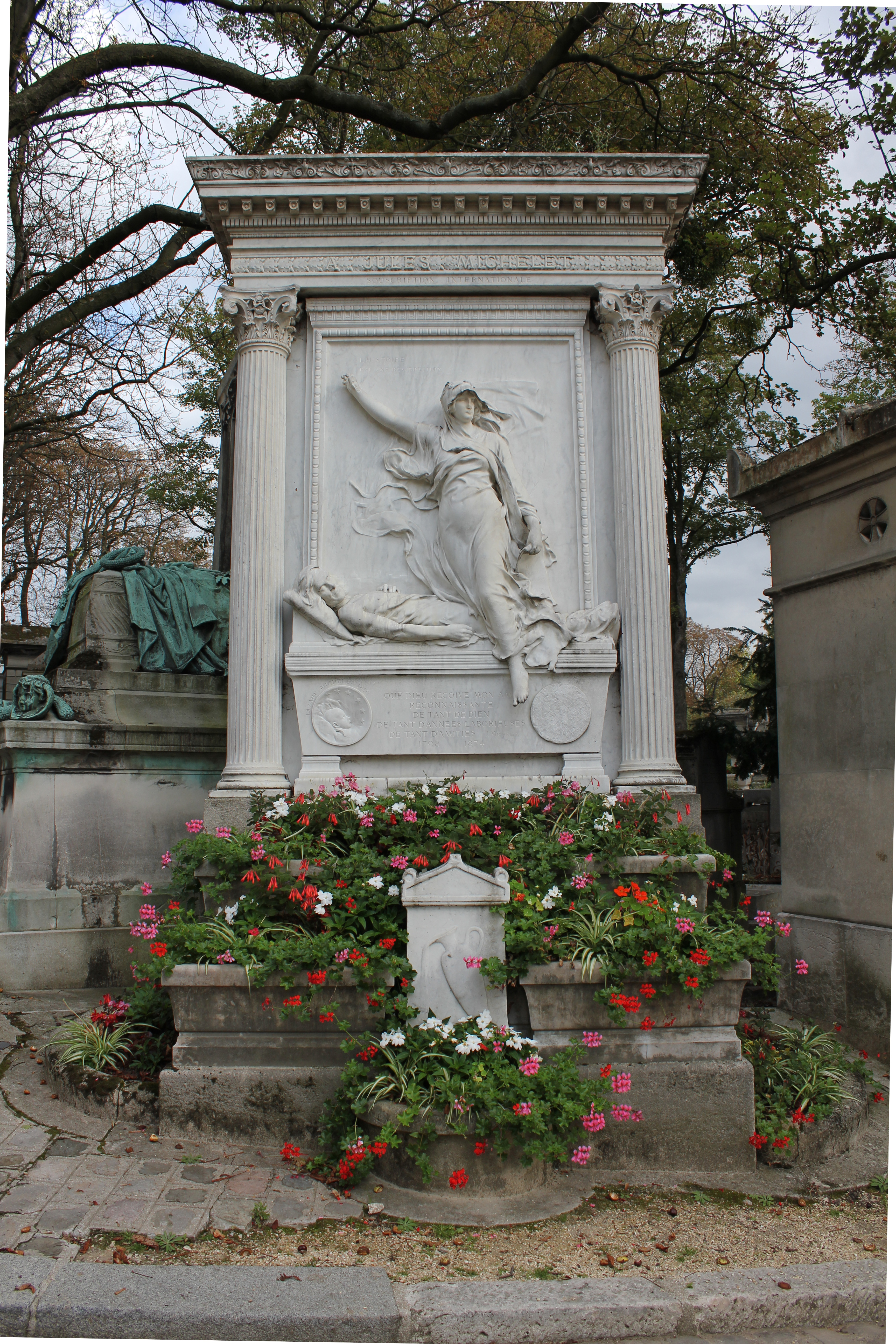
Jules Michelet

Le conseil municipal adopte la délibération du 19 juin 1896 approuvant la construction d'un monument destiné à la sépulture des travailleurs municipaux au Père-Lachaise dans la limite d'une dépense de 35 000 francs. Le 29 décembre, le conseil municipal confie à l'architecte Charles-André Duprez la réalisation du monument et au statuaire Denys Puech la réalisation d'une figure allégorique de la ville de Paris en allouant 6 000 francs,. Il est également nécessaire de déplacer quatre sépultures afin d'améliorer l'accès des divisions.
| Poste de dépenses,     | Montant en Francs |
| ---------------------- | ----------------- |
| Travaux d'architecture | 28 824,87 F       |
| Travaux du statuaire   | 6 000,00 F        |
| Total                  | 34 824,87 F       |
| Reliquat prévu         | 175,13 F          |
| Crédit alloué          | 35 000,00 F       |

La construction du monument est terminée en novembre 1899,. Le transfert des restes des ouvriers égoutiers décédés victimes de leur devoir est approuvé en 1901,. Le 24 septembre 1901, les dépouilles des  égoutiers Deloy, Lenfant, Marcourt et Puisségur rejoignent dans le caveau des travailleurs municipaux celles de Bravard et Étevenon enterrées le 10 décembre 1899.
En 1904, une remise en état du monument est nécessaire. Il est également décidé d'ajouter l'inscription sur la face antérieure l'inscription « Aux travailleurs municipaux, la ville de Paris » suivie des noms, prénoms, professions et date de décès de chaque des ouvriers qui s'y trouvent inhumés.
En 1906, la sépulture devient également un monument du souvenir. Il est décidé l'ajout de l'inscription « À la mémoire de ses serviteurs victimes du devoir, la ville de Paris » sur la face postérieure pour que le monument serve à commémorer la mémoire de personnes qui n'y sont pas inhumées.

## Caractéristiques

### Monument

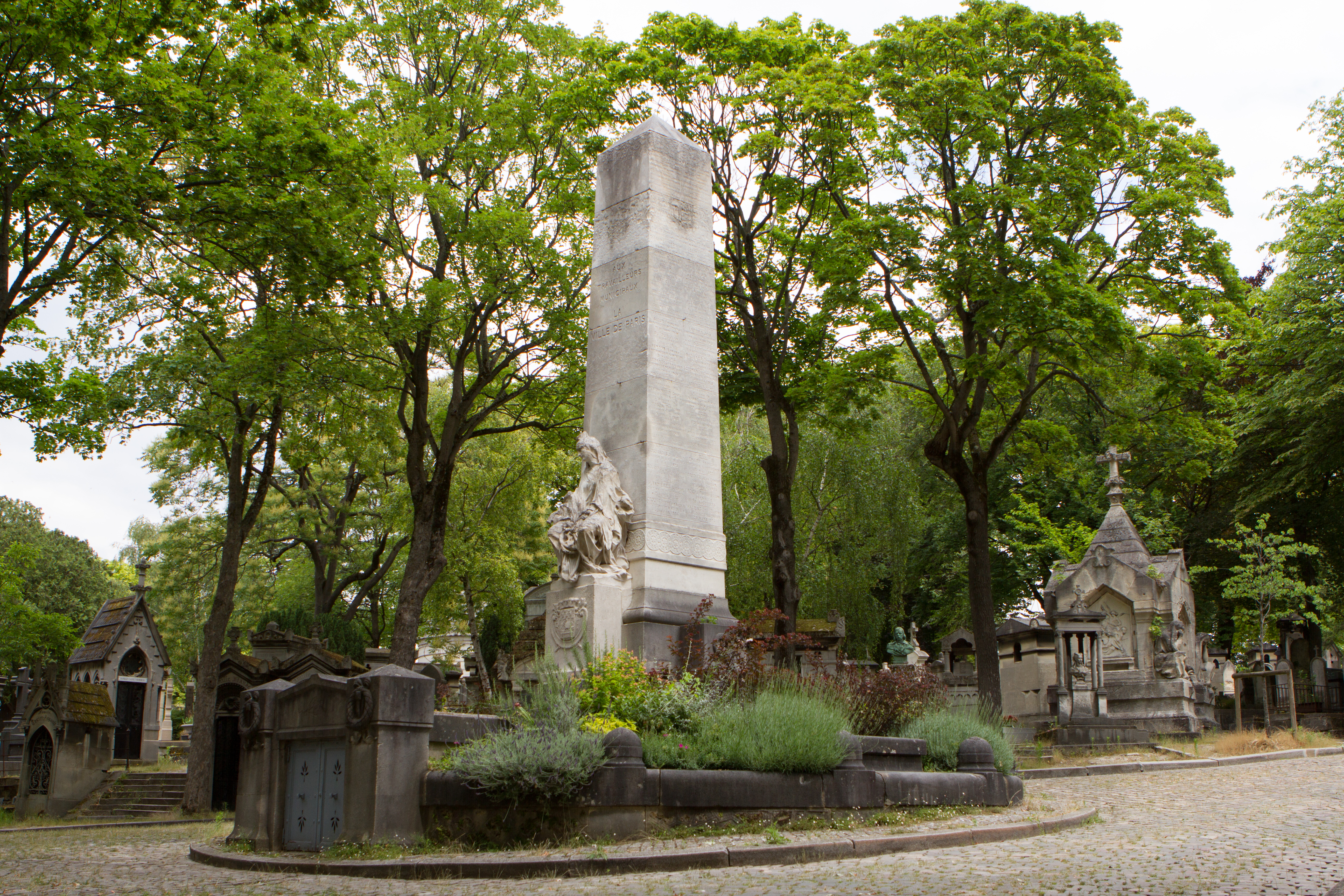
Rond-point
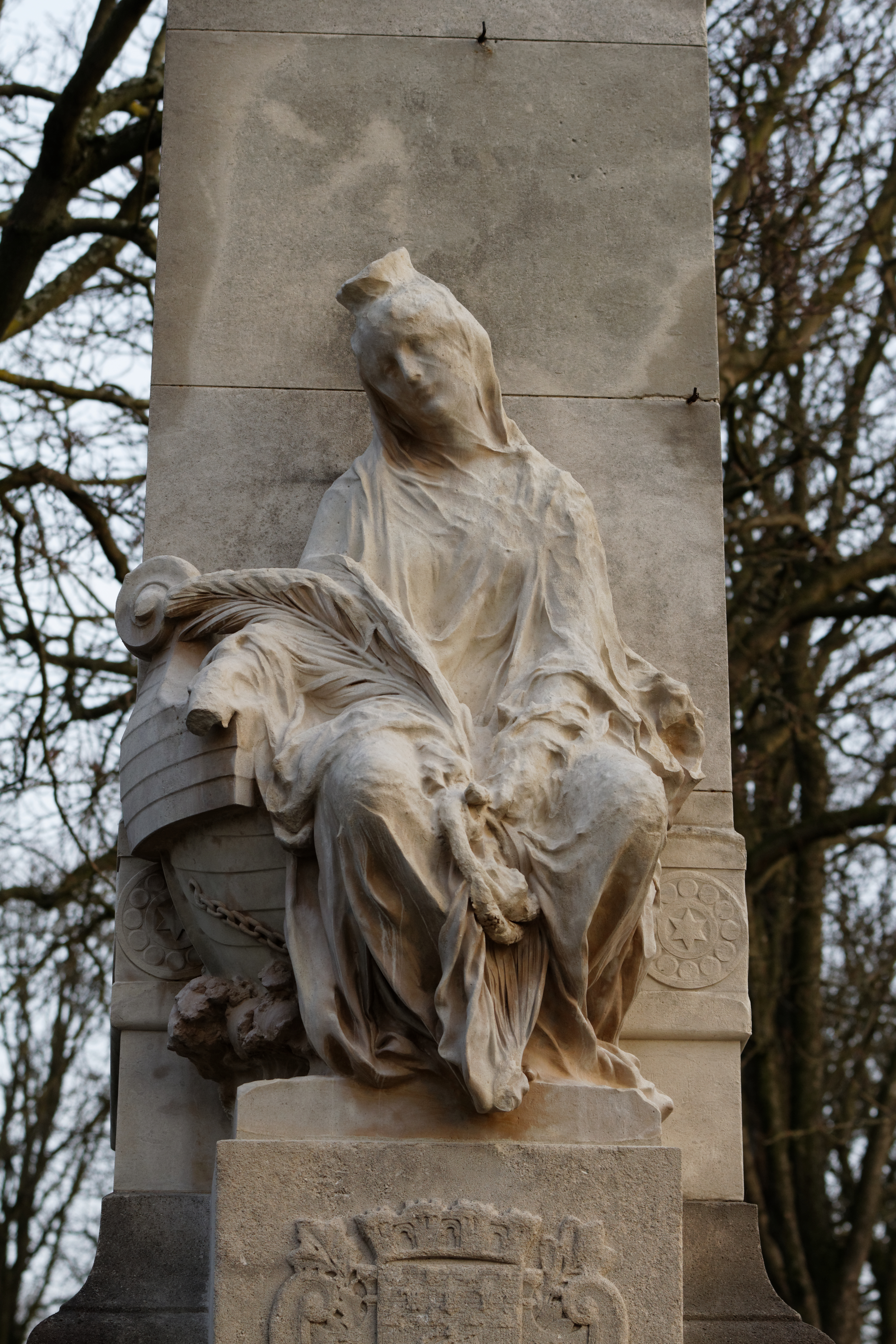
Statue de femme drapée, allégorie de la Ville de Paris et de la Douleur
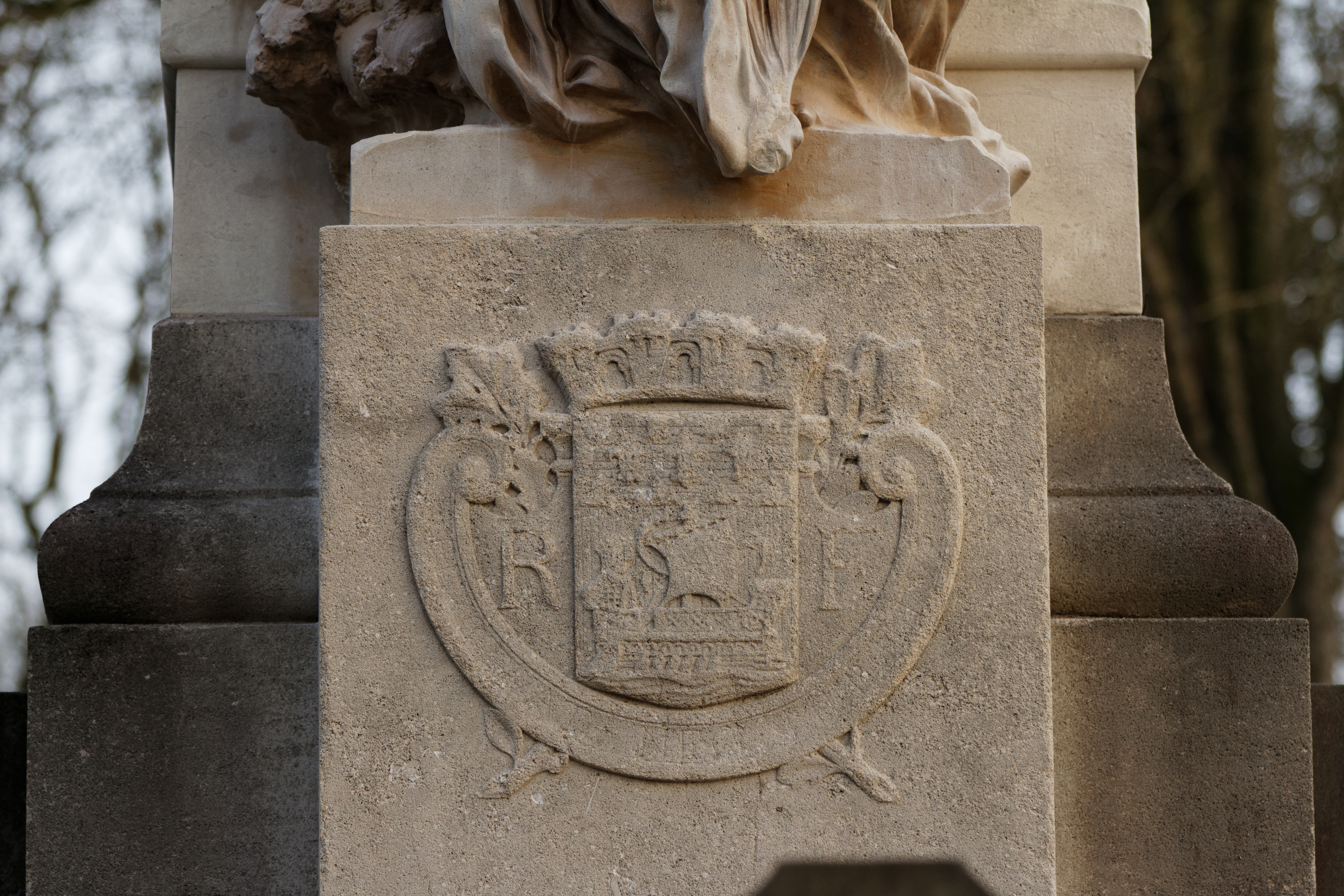
Armes de la ville de Paris
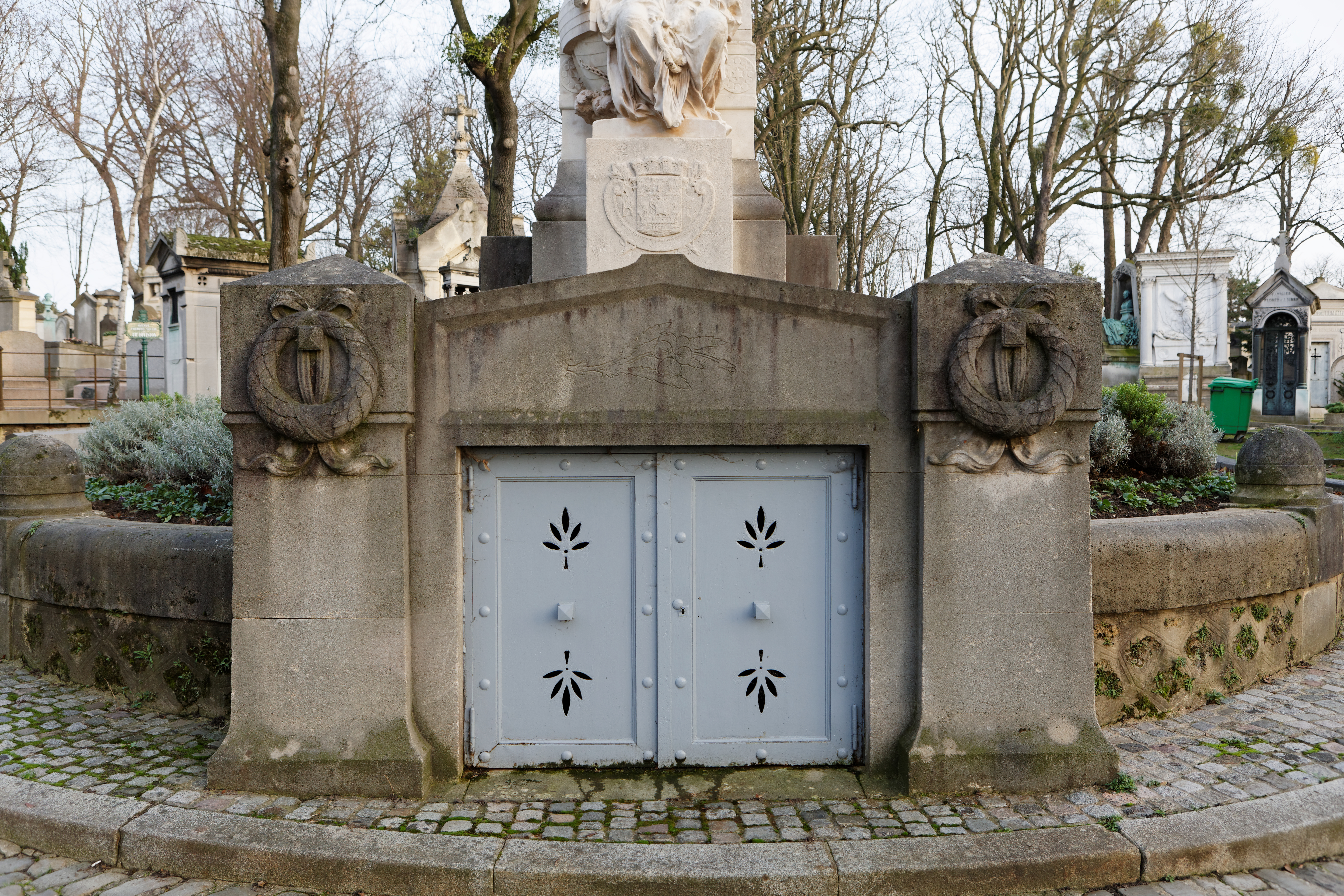
Entrée du caveau cantonnée de couronnes de laurier et surmontée d'une fleur de pensé

La Ville de Paris décrit ainsi l'édifice : le monument en pierre d'Euville se compose d'un obélisque de cinq mètres de hauteur surmontant un piédestal, entouré de quatre coffrets dont l'un présente l'entrée du caveau. Cet ensemble formant croix s'inscrit au centre d'un soubassement circulaire, garni de plantations. À l'avant de l'obélisque, une statue d'une femme drapée, allégorie de la Ville de Paris et de la Douleur, est assise sur un vaisseau symbolique (nef municipale). Comme toute représentation de ville, sa tête est surmontée d'une couronne en forme de muraille. Un voile de deuil transparent lui couvre le visage. De sa main gauche, elle tient deux couronnes d'immortelles. Son bras droit est recouvert de deux longues palmes. La face avant de son piédestal est décorée des armes de la Ville de Paris. L'entrée du caveau est cantonnée de couronnes de laurier (signe de valeur et de reconnaissance) et surmontée d'une fleur de pensée, symbolisant le souvenir et la méditation.

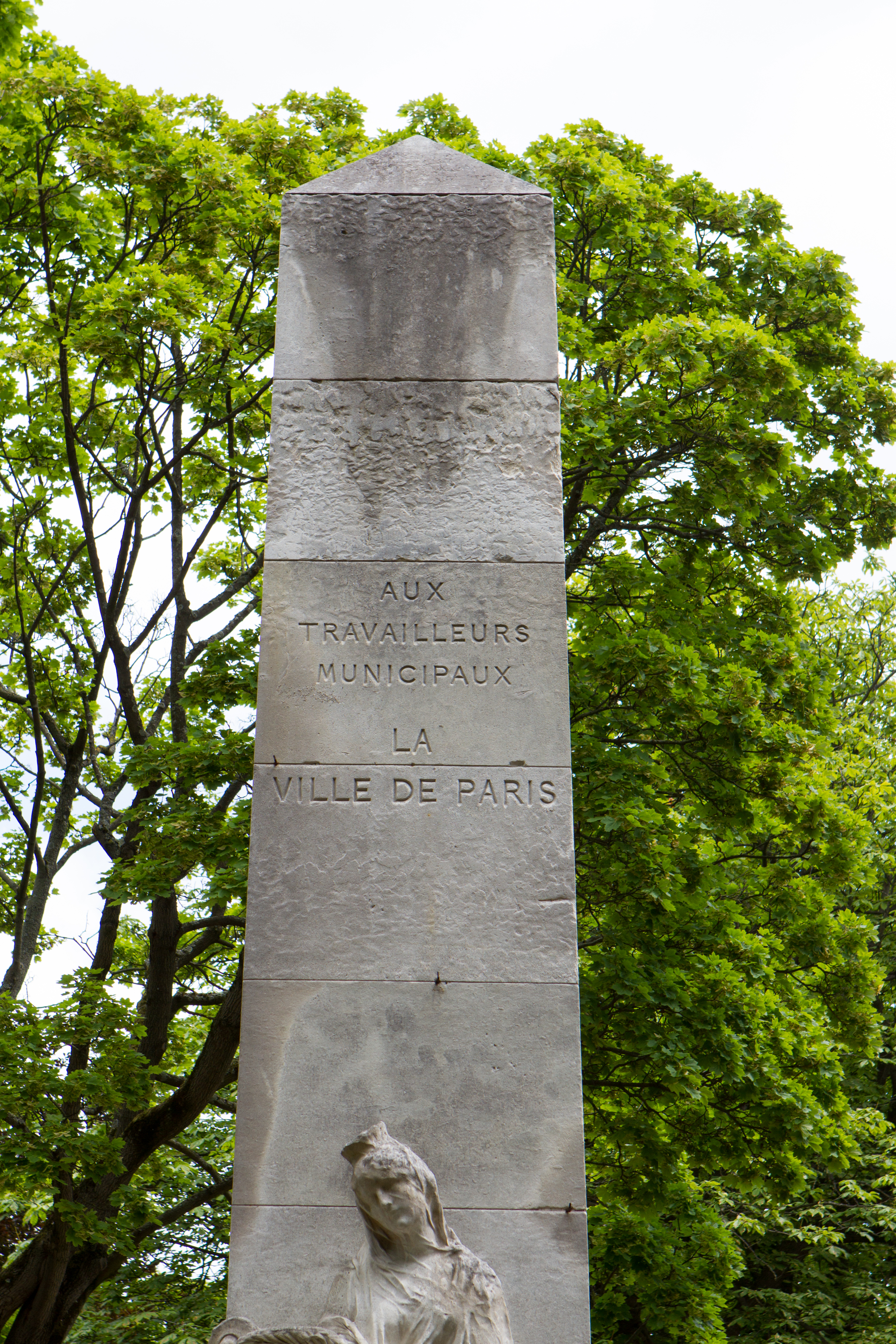
Face antérieure, inscription ajoutée en 1904
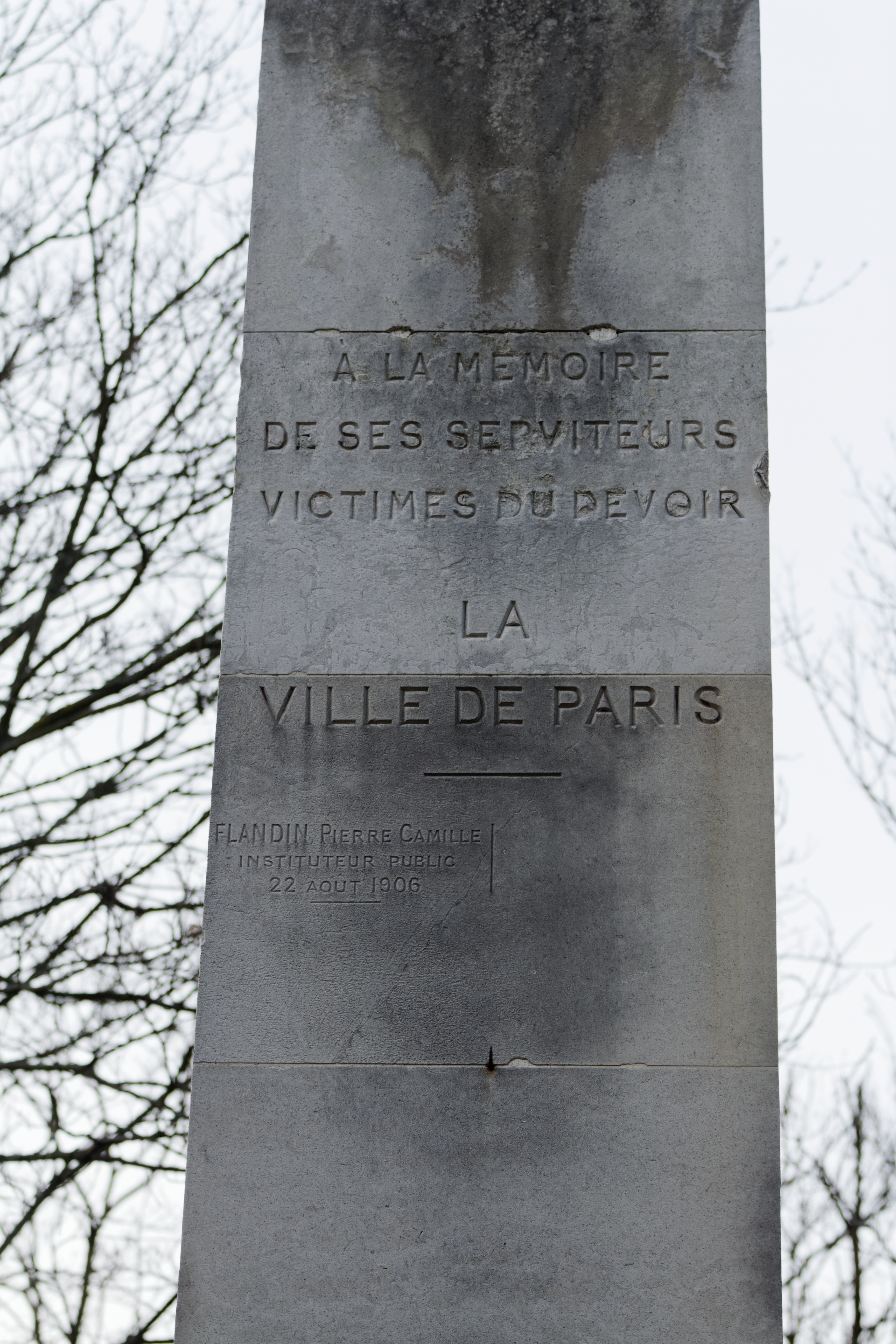
Face postérieure, inscription ajoutée en 1906
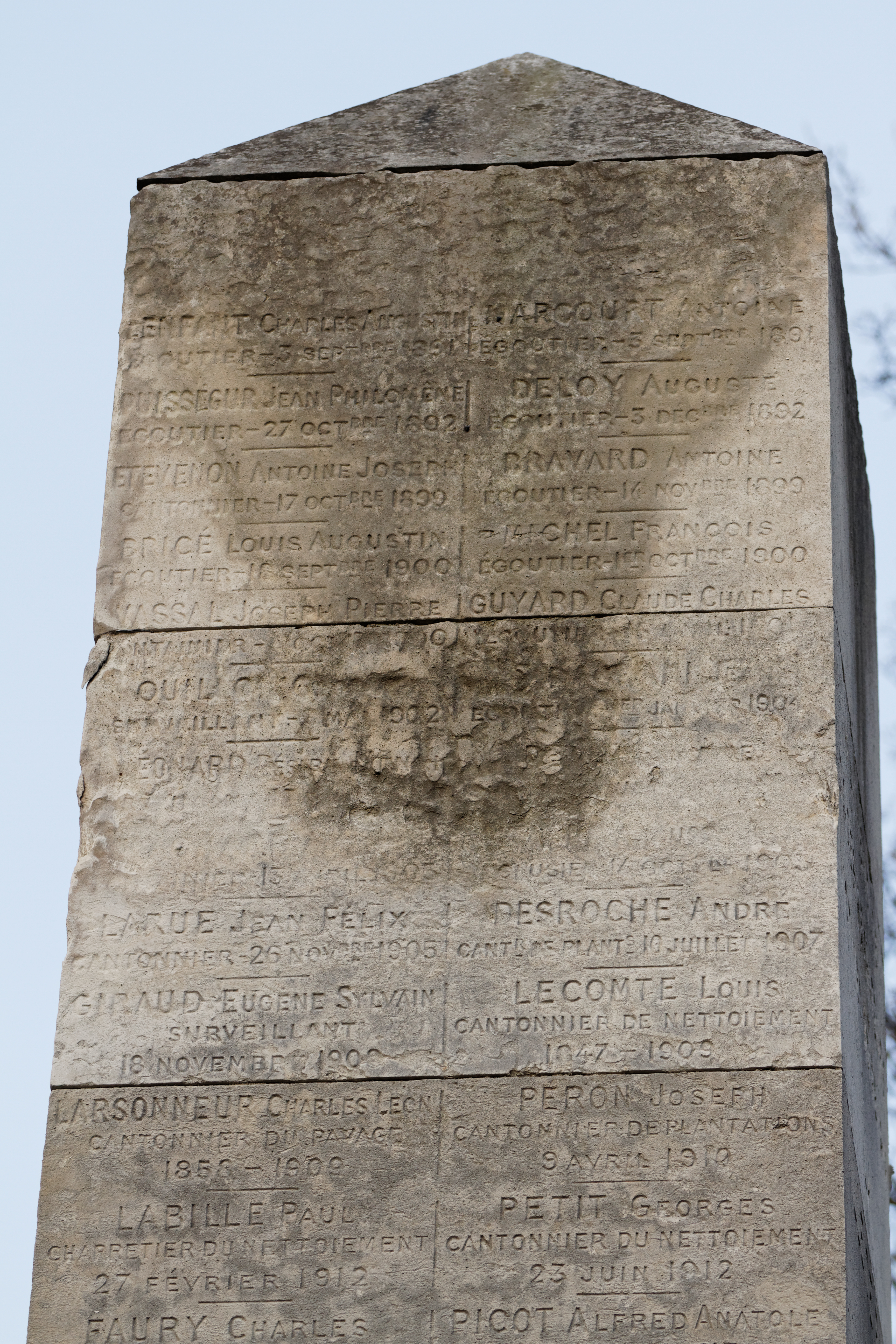
Côté
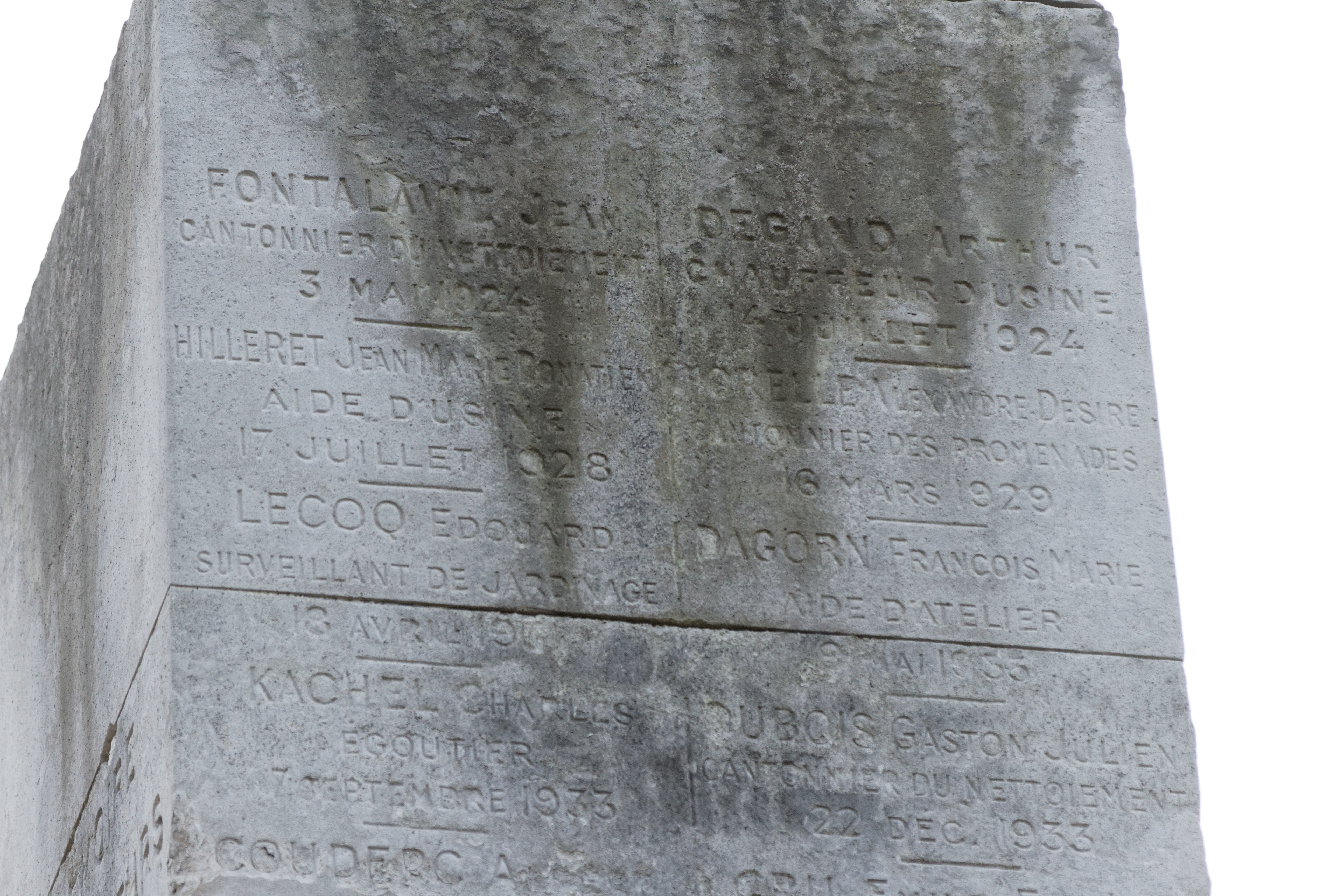
Côté

### Sépulture
À l'origine, la sépulture se composait de trois caveaux disposés en triangle, l'un dans la partie postérieure et les deux autres sur les côtés, et reliés par une galerie circulaire en pierre. Ne restant plus que quatre cases disponibles en 1916, il a été décidé de construire un quatrième caveau, de soixante cases, dans la partie antérieure inoccupée. Le budget sera finalement débloqué en 1923.
L'obélisque comporte 78 noms. Exclusivement des hommes décédés entre 1891 à 1985. Les agents inhumés, dont les noms sont gravés sur les faces latérales du monument, représentent les métiers de la Ville de Paris à la fin du 19e et au 20e siècle : ajusteurs, bûcherons-élagueurs, cantonniers, charretiers, cochers, conducteurs d'automobile, égoutiers, fontainiers, jardiniers, instituteurs, machinistes, manœuvres à l'usine des eaux, paveurs, porteurs des Pompes funèbres, sauveteurs, surveillants d'entrepôts et de chantiers du métro, etc.
Pour des raisons techniques, il est temporairement impossible d'afficher le graphique qui aurait dû être présenté ici.

| Nom                          | Décès             | Inhumation        | Profession |
| ---------------------------- | ----------------- | ----------------- | --- |
| Charles-Augustin Lenfant     | 3 septembre 1891  | 24 septembre 1901 | égoutier |
| Antoine Marcourt             | 3 septembre 1891  | 24 septembre 1901 | égoutier |
| Jean-Philomène Puisségur     | 27 octobre 1892   | 24 septembre 1901 | égoutier |
| Auguste Deloy                | 3 décembre 1892   | 24 septembre 1901 | égoutier |
| Antoine-Joseph Étevenon      | 17 octobre 1899   | 10 décembre 1899  | égoutier |
| Antoine Bravard              | 16 novembre 1899  | 10 décembre 1899  | égoutier |
| Louis-Augustin Bricé         | 18 septembre 1900 | 20 septembre 1900 | égoutier |
| François Michel              | 1er octobre 1900  |                   | égoutier |
| Joseph-Pierre Vassal         | ?                 | 6 octobre 1900    | fontainier |
| Claude-Charles Guyard        | ?                 | 25 avril 1901     | égoutier |
| Georges Quillon              | 7 mai 1902        |                   | inspecteur des travaux de la Ville, âgé de soixante ans, victime d'une chute de douze mètres sur les chantiers du Métropolitain, boulevard des Batignolles                                                 |
| Jean Badagnagni              | 1er janvier 1904  | 9 avril 1904      | égoutier mort des suites d'une chute dans un branchement de dérivation du collecteur d'Asnières. |
| Désirée Léonard              | 19 décembre 1904  |                   | surveillant de la Ville mort sur le chantier de construction de la ligne 3. Il est mort écrasé alors qu'il descendait dans un puits situé avenue Gambetta quand des ouvriers actionnèrent le monte-charge. |
| ?                            | ?                 |                   | ? |
| ?                            | 13 avril 1905     |                   | cantonnier |
| Auguste Métayer              | 14 octobre 1903   |                   | éclusier, âgé de quarante-sept ans. En ouvrant la première écluse du pont de Flandre, il glissa sur les pavés mouillés et se fendit le crâne.                                                              |
| Jean-Félix Larue             | 26 novembre 1905  | 8 décembre 1905   | cantonnier |
| Pierre-Camille Flandin       | 22 août 1906      |                   | instituteur public suppléant décédé à l'âge de 28 ans en tenant de sauver de la noyade au bois de Vincennes deux frères, âgés de douze et dix ans. Il est inhumé à Fay-le-Froid,.                          |
| André Desroche               | 10 juillet 1907   | 13 juillet 1907   | cantonnier de plantations |
| Eugène-Sylvain Giraud        | 18 novembre 1908  |                   | surveillant |
| Louis Lecomte                | 1909              | 11 août 1909      | cantonnier de nettoiement |
| Charles-Léon Larsonneur      | 1909              | 6 novembre 1909   | cantonnier du pavage |
| Joseph Péron                 | 9 avril 1910      |                   | cantonnier de plantations |
| Paul Labille                 | 27 février 1912   |                   | charretier du nettoiement |
| Georges Petit                | 23 juin 1912      |                   | cantonnier du nettoiement |
| Charles Faury                | 24 juin 1912      |                   | charretier du nettoiement |
| Alfred-Anatole Picot         | 19 juillet 1912   |                   | surveillant |
| Jules Brézillon              | 11 septembre 1912 |                   | chauffeur du service des eaux |
| Albert Plessier              | 26 septembre 1912 |                   | surveillant |
| Victor Guimet                | 20 novembre 1912  |                   | cantonnier du nettoiement |
| Eugène Debruyère             | 19 septembre 1913 |                   | cantonnier égoutier mort noyé alors qu'il travaillait dans un collecteur place Pereire. Son corps a été retrouvé à Levallois.                                                                              |
| François Sizun               | 21 octobre 1913   |                   | surveillant de travaux qui est mort noyé en voulant longer le fleuve sur une poutrelle alors qu'il surveillait un chantier situé le long des berges de la Seine                                            |
| Jean Lagnien                 | 29 novembre 1913  |                   | cantonnier du nettoiement |
| Jean Dufour                  | 3 juillet 1914    |                   | bûcheron |
| Gabriel-Gustave Péraud       | 8 septembre 1914  |                   | cantonnier d'empierrement |
| Charles Déchamp              | 24 décembre 1914  |                   | machiniste |
| Armand Ferron                | 31 mars 1915      |                   | cantonnier de plantations |
| Armand Ledanois              | 11 novembre 1915  |                   | cantonnier de plantations |
| Victor-Henri Clément         | 8 janvier 1916    |                   | cantonnier du nettoiement |
| Auguste-Joseph Molet         | 19 novembre 1916  |                   | charretier du dépôt de Romainville |
| Albert Legris                | 5 décembre 1916   |                   | chauffeur au service municipal |
| Charles Picard de Muller     | 6 janvier 1917    |                   | attaché au service du nettoiement |
| Jean-Baptiste Lalanne        | 22 janvier 1917   |                   | cantonnier du nettoiement |
| François Hugon               | 10 janvier 1918   |                   | cantonnier du nettoiement |
| Jean-Baptiste-François Vigne | 31 mars 1918      |                   | machiniste du service des eaux |
| François-Marie Neveu         | 4 septembre 1918  |                   | chargeur de boîtes du nettoiement |
| Marie-Pierre-Albert Feuillet | 22 novembre 1918  |                   | cocher aux pompes funèbres |
| Pierre-Auguste Millot        | 3 janvier 1920    |                   | charretier du dépôt de Romainville |
| Achille-Alphonse Bidot       | 12 avril 1920     |                   | charretier du dépôt de Romainville |
| Jean-Joseph Viossanges       | 18 avril 1920     |                   | chargeur du dépôt de St Ouen |
| François Emery               | 16 mai 1922       |                   | cantonnier du nettoiement |
| Octave-Henri-Pierre Beland   | 16 octobre 1922   |                   | cantonnier du nettoiement |
| Jean-Ernest Brédier          | 10 janvier 1923   |                   | ouvrier paveur |
| Victor Glandières            | 7 avril 1923      |                   | cantonnier du nettoiement mortellement renversé par un chauffeur de taxi rue Saint-Martin |
| François-Léon Roche          | 28 août 1923      |                   | jardinier |
| Ferdinand-Nicolas Crouet     | 4 janvier 1924    |                   | chef cantonnier du nettoiement |
| Emile-Eugène Haering         | 29 mars 1924      |                   | cantonnier glutineur mort des suites d'une chute dans l'eau glacée des égouts |
| Jean Fontalanne              | 3 mai 1924        |                   | cantonnier du nettoiement |
| Arthur Degand                | 14 juillet 1924   |                   | chauffeur d'usine |
| Jean-Marie-Donatien Hilleret | 17 juillet 1928   |                   | aide d'usine |
| Alexandre-Désiré ?           | 16 mars 1929      |                   | cantonnier des promenades |
| Charles Kachel               | 7 septembre 1933  |                   | égoutier mort intoxiqué dans un égout d'Issy-les-Moulineaux, |
| Gaston-Julien Dubois         | 22 décembre 1933  |                   | cantonnier du nettoiement |
| Albert Couderc               | 5 février 1935    |                   | cantonnier |
| Émile-Eugène Cru             | 10 octobre 1937   |                   | bûcheron élagueur |
| Georges Achille Painblanc    | 25 décembre 1937  | 4 janvier 1938    | cantonnier du nettoiement |
| Pierre-André Chagnoux        | 2 novembre 1939   | 7 novembre 1939   | conducteur d'automobile |
| Pierre Lorand                | 20 janvier 1941   | 27 janvier 1941   | cantonnier du nettoiement |
| Henri Clavel                 | 24 octobre 1941   | 5 novembre 1941   | ouvrier d'état ajusteur |
| Prosper Laurent              | 12 novembre 1941  |                   | manœuvre |
| Jean Corvellec               | 15 décembre 1941  | 24 décembre 1941  | cantonnier |
| Maurice Fourquin             | 18 juin 1943      |                   | porteur des pompes funèbres |
| Alexandre Dubillot           | 22 décembre 1944  | 4 janvier 1945    | surveillant d'entrepôt |
| François Hervé               | 2 juin 1951       |                   | éboueur |
| Guy Gacquerelle              | 18 juin 1959      |                   | chef égoutier |
| Maurice Dragon               | 6 octobre 1969    |                   | chauffeur en chauffage |
| Henri Palanque               | 9 juin 1971       |                   | égoutier |
| André Chauvel                | 4 juin 1985       |                   | chef de secteur |